# Cheickna Doumbia
Cheickna Doumbia (* 14. Juni 2003) ist ein malischer Fußballspieler.

## Karriere

### Verein
Anfang 2022 wechselte Doumbia von den Black Stars in die VAE zu al-Ahli. Sein Debüt in der UAE Pro League hatte er am 30. April 2022 bei einer 0:1-Niederlage gegen al-Ain. Später gewann er mit der Mannschaft in der Saison 2022/23 die Meisterschaft.

### Nationalmannschaft
Im Sommer 2023 nahm er mit der malischen U23 am Afrika-Cup 2023 teil. Dort kam er in allen fünf Partien seiner Mannschaft zum Einsatz und erzielte zwei Tore. Am Ende erreichte er mit seinem Team den dritten Platz, womit es sich für das Turnier der Olympischen Spiele 2024 in Paris qualifizierte.